# 邓进思
邓进思（？—？），唐朝末年湖南湘阴人（今湖南省汨罗市白水镇邓家坊
）。
邓进思世代为土豪。唐朝末年与弟邓进忠，聚众千人，在浏阳山设伏击镇压黃皓。唐朝任命为岳州刺史，累官紫金光禄大夫、上柱国，录军国重事，中书门下同平章事，赐紫金鱼袋，封武阳关国。